# كوري ألكسندر
كوري ألكسندر (بالإنجليزية: Cory Alexander)‏ مواليد 22 يونيو 1973 في واينيسبورو، هو لاعب كرة سلة أمريكي معتزل بدأ مسيرته الاحترافية في سنة 1995. تم اختياره من قبل فريق سان أنطونيو سبرز خلال الدرافت. يبلغ طوله 6 قدم 1 بوصة (1.9 م). اعتزل اللعب في 2005. أحرز خلال مسيرته في الإن بي إيه 1677 نقطة بمعدل 5.5 نقاط في المباراة الواحدة.

## المسيرة الاحترافية
لعب مع سان أنطونيو سبرز من سنة 1995 إلى 1998، ثم لعب مع دنفر ناغتس من سنة 1997 إلى 2000، ثم لعب مع أورلاندو ماجيك في سنة 2001، ثم لعب مع فيرتوس روما في الدوري الإيطالي في موسم 2003–2004، ثم لعب مع شارلوت هورنتس في سنة 2005.

## روابط خارجية
- كوري ألكسندر على موقع الاتحاد الدولي لكرة السلة (الإنجليزية)
- كوري ألكسندر على موقع إن بي أي (الإنجليزية)
- كوري ألكسندر على موقع سبورتس رفرنس (الإنجليزية)
- كوري ألكسندر على موقع كرة السلة الأوروبية.كوم (الإنجليزية)
- كوري ألكسندر على موقع كلية كرة السلة في سبورتس رفرنس.كوم (الإنجليزية)
- كوري ألكسندر على موقع ريلجم (الإنجليزية)
- كوري ألكسندر على موقع بروبوليرز (الإنجليزية)
- كوري ألكسندر على موقع سبورتس رفرنس (الإنجليزية)
- كوري ألكسندر على موقع سبورتس رفرنس (الإنجليزية)